# Badfinger
Badfinger — британская рок-группа, образовавшаяся в 1969 году в Суонси, Уэльс, и исполнявшая пауэр-поп; многие критики относят её к числу пионеров этого жанра в Великобритании. В начале 1970-х годов Badfinger считались прямыми последователями The Beatles — как в стилистическом плане, так и в силу того обстоятельства, что группе покровительствовал Пол Маккартни, спасший её от раннего краха и спродюсировавший основные выпуски.
Badfinger получили контракт с Apple Records (став, как отмечает Allmusic, единственной группой экстра-класса, оказавшейся на этом лейбле), выпустили серию запоминающихся и успешных синглов («Come and Get It», «No Matter What», «Day After Day», «Baby Blue»), но оказались жертвой как нечистоплотности представителей музыкального бизнеса, с которыми вынуждены были иметь дело, так и трагического стечения обстоятельств. В результате двое основных авторов группы покончили с собой (Пит Хэм — повесился у себя в гараже в 1975 году, Том Эванс — повесился в своём саду в 1983), а Badfinger вошли в историю как «самая неудачливая группа» всех времён.
Возможно, известнейшую из песен Пита Хэма и Тома Эванса, «Without You», сделал знаменитой Гарри Нилссон, а позже исполняли Мэрайя Кэри, Энди Уильямс, Ширли Бэсси и многие другие.

## Дискография

### Альбомы
- 1969: Maybe Tomorrow (как «The Iveys»)
- 1970: Magic Christian Music (три трека из альбома звучат в фильме «Чудотворец»)
- 1970: No Dice
- 1971: Straight Up
- 1973: Ass
- 1974: Badfinger
- 1974: Wish You Were Here
- 1979: Airwaves
- 1981: Say No More
- 1990: Day After Day: Live (концертный альбом, записан в 1974)
- 1997: BBC In Concert 1972—1973 (концертный альбом, записан в 1972—1973)
- 2000: Head First (записан в 1974)

### Сборники
- 1989: Shine On (UK only)
- 1990: The Best of Badfinger, Vol. 2
- 1995: The Best Of Badfinger
- 1996: Come and Get It: The Best of Badfinger
- 2000: The Very Best Of Badfinger

### Синглы
- 1969: Come And Get It / Rock of All Ages
- 1970: No Matter What / Better Days
- 1970: No Matter What / Carry On Till Tomorrow
- 1971: Day After Day / Money
- 1972: Baby Blue / Flying
- 1972: Day After Day / Sweet Tuesday Morning
- 1974: Apple Of My Eye / Blind Owl
- 1981: Hold On / Passin' Time

### Прочие
- 1992: Apple Daze (Tommy Evans Interview)
- 1999: Kickin’ Ass (бутлег)
- 2001: Complete Ass (бутлег)

## Видео
- Badfinger, Without You, Badfinger